# Cronos (film)
Pour les articles homonymes, voir Cronos (homonymie).
Pour plus de détails, voir Fiche technique et Distribution.
Cronos est un film mexicain réalisé par Guillermo del Toro, sorti en 1993. C'est le premier long métrage du cinéaste.
Le film suit Jesús Gris, un antiquaire, grand-père d'une fillette orpheline, qui découvre par hasard un curieux scarabée en or dans le socle d'une statue d'archange en bois, qu'il est en train de nettoyer dans sa boutique. L'objet intrigue d'autant plus ce professionnel qu'il présente une petite molette. Curieux de comprendre la fonction de ce qui ne semble être qu'un gros bijou en forme de galet tenant parfaitement dans la paume de la main, le vieil homme tourne avec précaution la molette qui n'ouvre pas le scarabée mais se révèle être un remontoir activant un mouvement d'horlogerie. Le scarabée ne s'ouvre pas, ce n'est pas une boîte précieuse et décorative, mais c'est une sorte de boîte de Pandore au mécanisme très sophistiqué.
En juillet 1994, le film est inclus dans la liste établie par la revue Somos des 100 meilleurs films mexicains de tous les temps.

## Synopsis
En 1536, un alchimiste de Veracruz met au point l'horloge de Cronos, un objet ressemblant à un scarabée en or et dont le mécanisme est capable de donner la vie éternelle. En 1937, un vieil immeuble s'effondre et l'alchimiste, qui a désormais la peau blanche comme du marbre, est tué sur le coup, son cœur ayant été transpercé par des débris. Les enquêteurs ne révéleront jamais ce qui a été découvert dans la demeure de ce dernier : des bassins remplis de sang provenant d'un cadavre humain.
Dans le présent, Jesús Gris, un antiquaire, remarque que la base d'une statue d'archange est creuse. Il l'ouvre et y trouve l'horloge de Cronos. Après avoir remonté le dispositif de l'objet orné, il remarque des petites pattes d'araignée métallique sortir du mécanisme, ces dernières se mettant alors à serrer fermement sa main pour pouvoir lui insérer une aiguille dont le « dard » lui injecte une solution non identifiée. Il apprendra plus tard que cette solution provient d'un insecte enseveli dans l'horloge et en prise avec le mouvement d'horlogerie interne.
Se pensant seulement blessé, Gris découvre finalement que sa santé et sa vigueur reviennent petit à petit : sa peau perd ses rides, ses cheveux s'épaississent et son appétit sexuel augmente. Cependant, il développe également une forte dépendance au sang et même une attirance pour le sang humain. Malgré un profond dégoût pour cette nouvelle addiction, il finit par succomber à la tentation. Ainsi, il utilise à nouveau l'horloge pour se soulager, tout en prononçant sa prière du soir.
Pendant ce temps, Dieter de la Guardia, un riche homme d'affaires mourant qui accumule des informations sur l'horloge depuis de nombreuses années, est à la recherche de la statue de l'archange contenant l'horloge de Cronos. Il possède plusieurs statues identiques, mais sans jamais avoir trouvé la bonne. Il envoie donc son neveu américain, Angel, acheter celui qu'un indicateur a repéré dans le magasin d'antiquités de Gris. Angel s'y rend à contre-cœur, ne supportant plus d'être traité comme un esclave, et attendant avec impatience la mort de Dieter pour pouvoir toucher son héritage.
Plus tard, au cours d'une fête, Gris voit du sang sur le sol et décide de le lécher. Angel surprend Gris et essaie de l'inciter à abandonner l'horloge de Cronos qu'il avait retirée de l'archange acheté par Angel. Après avoir reçu plusieurs coups par Angel, Gris s'évanouit. Angel décide alors de placer son corps dans sa voiture et pousse cette dernière du haut d'une falaise. Après le choc, Gris se réveille brièvement et prie pour sa survie, mais semble finalement rendre l'âme. Cependant, Gris revient d'entre les morts et s'échappe d'un établissement de pompes funèbres juste avant son incinération. Il retourne chez lui, où Aurora, sa petite-fille de huit ans, le fait entrer. Dieter bat Angel pour ne pas avoir veillé à ce que le cœur de Gris soit détruit, et l'envoie ainsi vérifier le corps. Au même moment, Gris travaille sur une lettre à sa femme dans laquelle il commente les modifications de son corps après son accident (sa peau semble pourrir), et lui dit qu'il reviendra vers elle après avoir terminé une « tâche inachevée ». Le jour se levant, Gris remarque que sa peau brûle en présence du soleil, et s'enferme alors dans un coffre, que sa petite-fille lui a préparé en enlevant ses jouets.
Finalement, il décide d'apporter l'horloge au siège de Dieter et Aurora l'accompagne. L'homme d'affaires lui offre un moyen de « sortir » de cette malédiction, en échange de l'horloge de Cronos. Gris se met à lui parler de sa peau abîmée et Dieter lui conseille de l'enlever, car il possède désormais une nouvelle peau en dessous, blanche comme le marbre, similaire à celle de l'alchimiste mort. Gris menace ensuite de détruire l'horloge, mais Dieter le met en garde : si l'horloge est détruite, Gris succombera avec elle. Alors, Gris accepte de lui remettre l'horloge en échange de la fameuse « sortie ». Mais Dieter n'avait aucunement l'intention de l'aider et le poignarde à plusieurs reprises. Avant de pouvoir lui porter le coup fatal au cœur, Dieter est neutralisé par Aurora qui lui donne un grand coup de canne sur la tête, et Gris se met à se nourrir du sang de l'homme inconscient. Quelques minutes plus tard, Angel trouve Dieter mourant et l'achève d'un coup de pied dans la gorge pour pouvoir enfin toucher son héritage. S'ensuit alors un affrontement sur le toit de la propriété de Dieter, où Gris se bat violemment avec Angel. Le combat prend fin lorsque Gris se jette dans le vide avec Angel, tuant ce dernier sur le coup.
Aurora trouve Gris inconscient et utilise l'horloge de Cronos pour le réveiller. Remarquant que la main de sa petite-fille saigne, Gris est tenté de se nourrir d'elle, mais parvient à se contrôler. Il détruit ensuite l'horloge malgré les avertissements de Dieter. Cependant, Gris reste en vie et croit alors à un miracle de Dieu, ce dernier l'ayant probablement maintenu en vie pour sa sagesse d'esprit à la suite de sa tentative de sacrifice. Gris rentre alors chez lui avec Aurora, retrouvant enfin son épouse. Il se couche dans son lit avec elles en attendant le lever du soleil pour voir si les effets de l'horloge de Cronos ont définitivement disparu. 
Le film s'achève sur un fondu au blanc, laissant ainsi le destin de Gris ambigu.

## Fiche technique
- Titre original et français : Cronos
- Réalisation : Guillermo del Toro
- Scénario : Guillermo del Toro
- Musique : Javier Álvarez
- Photographie : Guillermo Navarro
- Montage : Raúl Dávalos
- Décors : Tolita Figuero
- Costumes : Genoveva Petitpierre
- Direction artistique : Brigitte Broch
- Production : Arthur Gorson, Bertha Navarro
  - Coproduction : Bernard L. Nussbaumer et Alejandro Springall
  - Production associée : Rafael Cruz, Julio Solórzano Foppa et Jorge Sánchez
- Sociétés de production : CNCAIMC, Fondo de Fomento a la Calidad Cinematográfica, Grupo Del Toro, Guillermo Springall, Iguana Producciones, IMCINE, Servicos Filmicos ANC, Universidad de Guadalajara et Ventana Films
- Sociétés de distribution : October Films (États-Unis) ; Metropolitan Filmexport (France)
- Pays de production :  Mexique
- Langues originales : espagnol et anglais
- Format : couleur - 1,78:1 - 35 mm
- Budget : 2 000 000 dollars
- Genre : horreur, fantastique
- Durée : 94 minutes
- Dates de sortie[2] :
  - France : mai 1993 (Festival de Cannes) ; 18 août 2001 (DVD[3]) ; 26 février 2025 (sortie en salles)[4]
  - Mexique : 3 décembre 1993
  - États-Unis : 30 mars 1994 (sortie limitée)

## Distribution
- Federico Luppi : Jesús Gris, le vieil antiquaire
- Ron Perlman (VF : Patrice Baudrier) : Angel de la Guardia, « petite frappe » et neveu du collectionneur
- Claudio Brook : Dieter De la Guardia
- Margarita Isabel (VF : Francine Lainé) : Mercedes
- Tamara Shanath : Aurora
- Daniel Giménez Cacho : Tito
- Mario Iván Martínez : Alchimiste
- Guillermo del Toro : un passant dans la rue avec sa femme (caméo)[5]
- Jorge Martínez de Hoyos : le narrateur

## Production

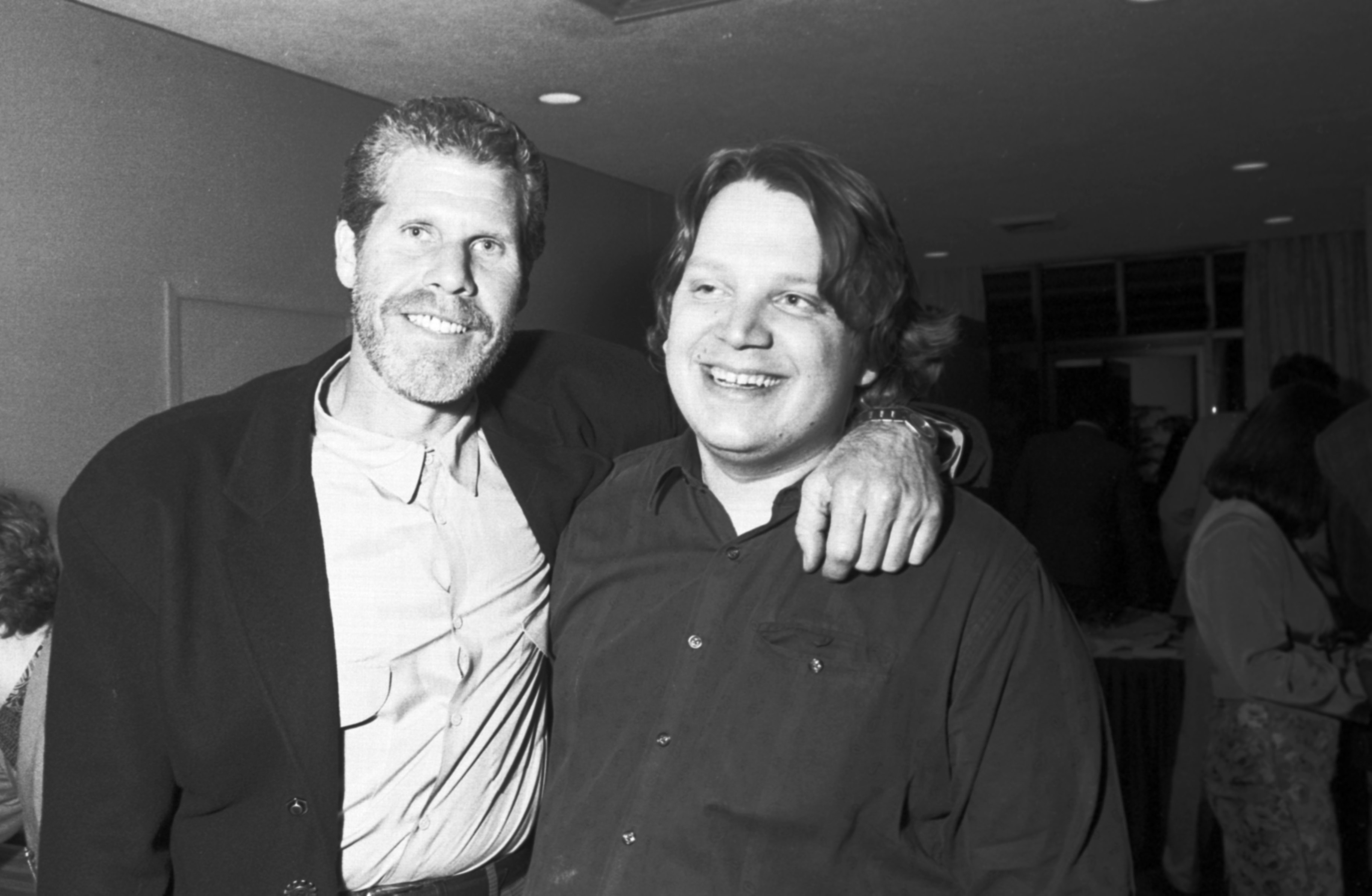
Ron Perlman et Guillermo del Toro pour la sortie du film, en 1993.

Cronos est le premier long métrage de Guillermo del Toro. Il est d'abord intitulé Le Vampire d'Aurora Gray, mais le titre ne plait pas à la productrice Bertha Navarro. Guillermo del Toro le renomme alors Le Mécanisme de Cronos. Mais en raison du budget trop faible, le titre est réduit en Cronos pour plus de simplicité[pas clair].
Pour la création du personnage de Dieter de la Guardia, del Toro explique qu'il s'est inspiré de Howard Hughes et de l'histoire vraie d'un homme au Mexique. Ce dernier aurait conservé, après la mort de sa femme, ses ongles, ses cheveux coupés et même ses excréments dans des bocaux jusqu'à la fin de sa vie, durant environ 35 ans.
Pour produire son film, Guillermo del Toro s'endette fortement de plus d'un quart de million de dollars, vendant sa voiture, son van et allant même jusqu'à hypothéquer sa maison. Une société américaine lui promet 600 000 dollars, mais il ne reçoit jamais la somme.

### Choix de la distribution
Parmi de nombreux acteurs mexicains, on trouve dans le film l'Américain Ron Perlman. Sa collaboration avec Guillermo del Toro se poursuit quelques années plus tard avec Blade II, Hellboy, Hellboy 2 : Les Légions d'or maudites, Pacific Rim et Nightmare Alley.

### Tournage
Le tournage a lieu au Mexique et a duré un peu plus de 45 jours.

## Distinctions
Source : Internet Movie Database

### Récompenses
- Festival de Cannes 1993 : Prix Mercedes-Benz
- Guadalajara Mexican Film Festival 1993 : prix DICINE
- Festival international du film de Catalogne 1993 : meilleur acteur pour Federico Luppi, meilleur scénario pour Guillermo del Toro
- Festival international du nouveau cinéma latino-américain de La Havane 1993 : meilleure affiche, meilleur premier film pour Guillermo del Toro
- Premio Ariel 1993 : Ariel d'or pour Guillermo del Toro, meilleur acteur dans un rôle mineur pour Daniel Giménez Cacho, meilleure direction pour Guillermo del Toro, meilleur premier film pour Guillermo del Toro, meilleure histoire originale pour Guillermo del Toro, meilleure direction artistique pour Tolita Figueroa, meilleur scénario pour Guillermo del Toro, meilleurs effets spéciaux pour Laurencio Cordero
- Festival international du film fantastique de Bruxelles 1994 : Corbeau d'argent
- Fantasporto 1994 : meilleur film, prix du public et meilleur acteur pour Federico Luppi
- Saturn Awards 1995 : meilleure sortie vidéo
- Premios ACE 1995 : meilleur premier film pour Guillermo del Toro
- Fantafestival 1995 : meilleur réalisateur pour Guillermo del Toro

### Nominations et sélections
- Festival international du film de Catalogne 1993 : meilleur film
- Festival international du film de Moscou 1993 : St. George d'or pour Guillermo del Toro
- Saturn Awards 1995 : meilleur film d'horreur